# Pandiaka confusa
Pandiaka confusa är en amarantväxtart som beskrevs av C. C. Towns. Pandiaka confusa ingår i släktet Pandiaka och familjen amarantväxter. Inga underarter finns listade i Catalogue of Life.